# Damian Łukasik
Damian Łukasik (* 26. Februar 1964 in Poniec, Polen) ist ein ehemaliger polnischer Fußballspieler.

## Vereinskarriere
Łukasik erlernte das Fußballspielen bei Polonia Leszno. Seine erste Profistation war Lech Posen. Hier spielte er von 1983 bis 1994. 1994 wechselte er zu Hapoel Tel Aviv nach Israel. Hier absolvierte er in drei Saisons 64 Spiele und schoss 2 Tore. 1996 wechselte er zurück nach Polen zu Groclin Grodzisk. Kam aber nicht zum Einsatz und kehrte im selben Jahr zu seinem Ex-Verein Lech Poznań zurück. Hier spielte er noch bis 1998 und beendete anschließend seine Karriere. Insgesamt kam er auf 246 Einsätze und 14 Tore in der Ekstraklasa und gewann viermal die polnische Meisterschaft und zweimal den polnischen Pokal.

## Nationalmannschaft
Für die polnische Fußballnationalmannschaft absolvierte Damian Łukasik zwischen 1985 und 1990 insgesamt 27 Länderspiele.

## Erfolge
- 4× Polnischer Meister (1983, 1984, 1990 und 1993)
- 2× Polnischer Pokalsieger (1984 und 1988)